# 庫赫切
51°45′51″N 25°43′31″E / 51.76417°N 25.72528°E
庫赫切（烏克蘭語：Кухче），是烏克蘭西北部的村莊，隸屬里夫內州的瓦拉什區。該村始建於1561年，面積21.8平方公里，海拔高度145米，2001年人口800，人口密度每平方公里36.7人。